# ناصر يوسفي
ناصر يوسفي (بالفارسية: ناصر یوسفی) (مواليد 1967) هو روائي وكاتب للأطفال وكاتب قصص قصيرة إيراني حاصل على العديد من الجوائز الأدبية منها جائزة كتاب السنة الإيراني وجائزة أفضل كتاب إيراني للأطفال.